# Festiwal Piosenki Włoskiej w San Remo 2023
73. Festiwal Piosenki Włoskiej w San Remo (wł. 73° Festival della Canzone Italiana di Sanremo) odbył się w Teatro Ariston w San Remo w dniach od 7 do 11 lutego 2023. Zorganizował go włoski nadawca publiczny Rai. W festiwalu wzięło udział 28 wykonawców: 22 wybranych spośród wysłanych zgłoszeń oraz 6 zwycięzców Sanremo Giovani.

## Przebieg konkursu
Podobnie jak corocznie od 2015, zwycięzca kategorii Big otrzyma prawo do reprezentowania Włoch w 67. Konkursie Piosenki Eurowizji w Liverpoolu. Zwycięzcy jednak nie są zobowiązani do udziału w konkursie – uczestnicy festiwalu muszą przed jego rozpoczęciem ujawnić nadawcy Rai, czy zgodzą się brać udział w konkursie. W przypadku, gdy zwycięzca zdecyduje się nie uczestniczyć w Konkursie Piosenki Eurowizji, Rai i organizatorzy festiwalu zastrzegają sobie prawo do wybrania włoskiego uczestnika.

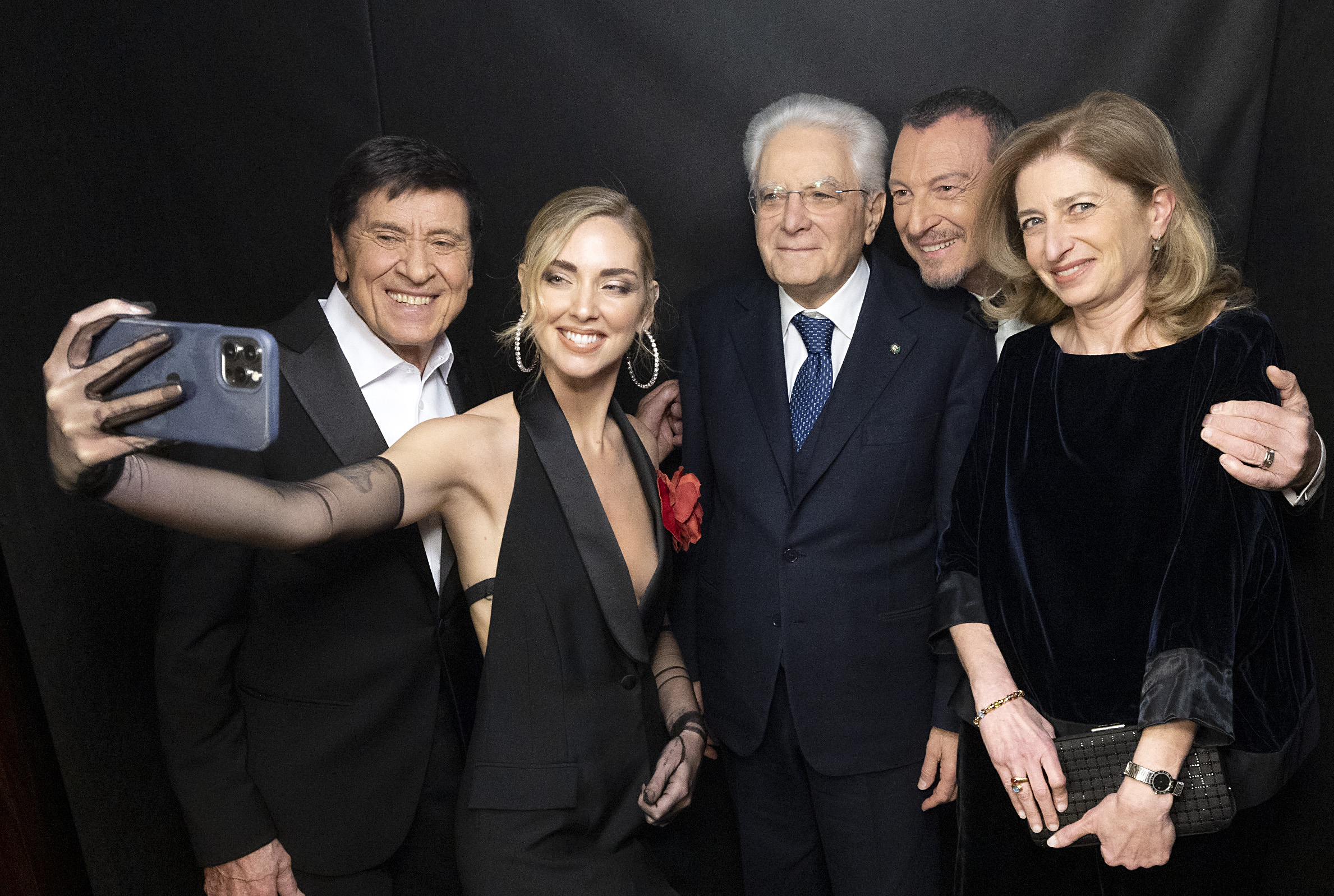
Od lewej: prowadzący Gianni Morandi i Chiara Ferragni, Prezydent Włoch Sergio Mattarella, dyrektor artystyczny Amadeus oraz Laura Mattarella wykonujący grupowe selfie podczas pierwszego wieczoru festiwalu.

Czwarty rok z rzędu dyrektorem artystycznym został Amadeus, który jest również prowadzącym festiwalu, wraz z Giannim Morandi. Podczas pierwszego oraz piątego (finałowego) wieczoru do pary dołączy Chiara Ferragni, podczas drugiego – Francesca Fagnani, podczas trzeciego – Paola Egonu, a podczas czwartego – Chiara Francini.

### Uczestnicy
W festiwalu udział weźmie 28 wykonawców: 22 wybranych spośród wysłanych zgłoszeń oraz 6 zwycięzców preselekcji Sanremo Giovani dla nowych artystów. Drugi rok z rzędu tradycyjna sekcja Big zostanie połączona z sekcją Nuove proposte. Pierwszych 22 uczestników festiwalu ogłoszono 4 grudnia 2022 podczas wieczornej audycji TG1, natomiast tytuły ich utworów ujawniono 16 grudnia podczas finału Sanremo Giovani 2022, gdzie wybrano pozostałych 6 uczestników festiwalu (którzy musieli na festiwal przygotować nowe piosenki), dopełniając finalną składkę uczestników.
Dyrektor artystyczny Amadeus otrzymał ponad 300 zgłoszeń do festiwalu. Organizacja festiwalu tradycyjnie nie podaje nazwisk artystów, którzy zgłosili się, ale nie zostali wybrani. Według niektórych źródeł lub na podstawie wypowiedzi samych artystów, wśród wykluczonych są: Al Bano, Francesca Michielin, Arisa, Orietta Berti z Fabio Rovazzim, Eiffel 65, Nada, Daniele Silvestri, Fausto Leali, Raf, Finley, Gino Paoli, Francesco Gabbani, Bliźniaczki Guidonia, Ricchi e Poveri, Antonino, Marco Carta, Ermal Meta, Celeste Gaia, Jalisse, Auroro Borealo i Elio, Marcella Bella, Edoardo Vianello, Nathalie, Tricarico, Ensi, Enzo Iacchetti, Max Arduini, Ivana Spagna, Povia, Alan Sorrenti z Comete, Virginio, Romina Falconi, Nomadi, Drusilla Foer, Matteo Romano, AKA 7even, Elettra Lamborghini, Mietta, Clementino, Beba, Boomdabash, Sangiovanni, Ditonellapiaga, Fast Animals and Slow Kids, Jack Savoretti ze Svegliaginevrą, Bugo, Matteo Becucci, Michele Bravi, Aiello, The Zen Circus, Cecco i Cipo, Luigi Strangis, The Kolors, Follyas, Valerio Lundini i Vazzanikkis, Alex W, Cristiano De André, Simone Cristicchi z Amara, Carmen Consoli z Mariną Rei, Alice, Lola Ponce, Margherita Vicario, Paola Turci, Cosmo, Matteo Bocelli, Bresh, Silvia Salemi, Chadia Rodríguez, Coez, Maria Antonietta, Andrea Sannino, Syria, Galeffi z Sissi, Anna Tatangelo, Fabio Concato, Vasco Brondi, Sonohras, Peter White, Lorenzo Strawberry, Soul System, Mameli, Blind z Simoną Molinari i Federica Abbate.

### Sanremo Giovani 2022
Finał Sanremo Giovani 2022 odbył się 16 grudnia 2022 roku w kasynie w San Remo. Sześciu artystów zakwalifikowało się do 73. Festiwalu Piosenki w San Remo, gdzie wykonają inne piosenki. 20 października 2022 komisja Rai opublikowała listę 714 kandydatów selekcji, lecz tylko 43 artystów pochodzących ze wszystkich regionów Włoch – z wyjątkiem Basilicata i Valle d’Aosta – oraz z zagranicy zostało wybranych w pierwszej fazie. 5 listopada 2022 Rai ogłosił listę 8 uczestników selekcji. Oprócz nich, podczas przesłuchań Area Sanremo, spośród 330 uczestników wybrano dodatkowo czterech artystów: Colla Zio, Fiat 131, Noor oraz Romeo i Drill.
| Lp. | Artysta         | Utwór                    |
| --- | --------------- | ------------------------ |
| 1   | Gianmaria       | „La città che odi”       |
| 2   | Noor            | „Tua Amelie”             |
| 3   | Will            | „Le cose più importanti” |
| 4   | Olly            | „L'anima balla”          |
| 5   | Maninni         | „Mille porte”            |
| 6   | Colla Zio       | „Asfalto”                |
| 7   | Fiat 131        | „Pupille”                |
| 8   | Mida            | „Malditè”                |
| 9   | Shari           | „Sotto voce”             |
| 10  | Giuse the Lizia | „Sincera”                |
| 11  | Romeo i Drill   | „Giorno di scuola”       |
| 12  | Sethu           | „Sottoterra”             |

     Artyści dopuszczeni do udziału w 73. Festiwalu Piosenki Włoskiej w San Remo

## Klasyfikacja generalna
| Miejsce | Wykonawca             | Piosenka                   | Kompozytor(zy) | Dyrygent orkiestry              |
| ------- | --------------------- | -------------------------- | --- | ------------------------------- |
| 1       | Marco Mengoni         | „Due vite”                 | Davide Pretella, Davide Simonetta, Marco Mengoni                                                                                      | Carmelo Patti                   |
| 2       | Lazza                 | „Cenere”                   | Dario Faini, Davide Pretella, Jacopo Lazzarini                                                                                        | Enzo Campagnoli                 |
| 3       | Mr. Rain              | „Supereroi”                | Federica Abbate, Lorenzo Vizzini Bisaccia, Mattia Balardi                                                                             | Enrico Melozzi                  |
| 4       | Ultimo                | „Alba”                     | Niccolò Moriconi | Will Medini                     |
| 5       | Tananai               | „Tango”                    | Alberto Cotta Ramusino, Alessandro Raina, Davide Simonetta, Paolo Antonacci                                                           | Fabio Gurian                    |
| 6       | Giorgia               | „Parole dette male”        | Alberto Bianco, Francesco Roccati, Massimiliano Dagani, Mario Marco Gianclaudio Fracchiolla                                           | Big Fish                        |
| 7       | Madame                | „Il bene nel male”         | Francesca Calearo, Iacopo Sinigaglia, Nicolas Biasin                                                                                  | Adriano Pennino                 |
| 8       | Rosa Chemical         | „Made in Italy”            | Davide Simonetta, Manuel Franco Rocati, Oscar Inglese, Paolo Antonacci                                                                | Fabio Gurian                    |
| 9       | Elodie                | „Due”                      | Elodie Di Patrizi, Federica Abbate, Francesco Catitti, Jacope Ettorre                                                                 | Carolina Bubbico                |
| 10      | Colapesce i Dimartino | „Splash”                   | Antonio Di Martino, Lorenzo Urciullo                                                                                                  | Davide Rossi                    |
| 11      | Modà                  | „Lasciami”                 | Enrico Palmosi, Francesco Silvestre                                                                                                   | Giovanni Pallotti               |
| 12      | Gianluca Grignani     | „Quando ti manca il fiato” | Enrico Melozzi, Gianluca Grignani | Enrico Melozzi                  |
| 13      | Coma_Cose             | „L’addio”                  | Carlo Frigerio, Fabio Dalè, Fausto Zanardelli, Francesca Mesiano                                                                      | Vittorio Cosma                  |
| 14      | Ariete                | „Mare di guai”             | Arianna Del Giaccio, Dario Faini, Edoardo D'Erme, Vincenzo Centrella                                                                  | Alberto Cipolla                 |
| 15      | LDA                   | „Se poi domani”            | Alessandro Caiazza, Luca D'Alessio | Francesco D'Alessio             |
| 16      | Articolo 31           | „Un bel viaggio”           | Alessandro Aleotti, Antonio Colangelo, Daniele Silvestri, Federica Abbate, Luca Paolo Aleotti, Wladimir Perrini                       | Valeriano Chiaravalle           |
| 17      | Paola i Chiara        | „Furore”                   | Alessandro La Cava, Chiara Iezzi, Paola Iezzi, Eugenio Maimone, Federico Mercuri, Giordano Cremona, Jacopo Ettore, Leonardo Grillotti | Federico Mercuri / Luca Faraone |
| 18      | Leo Gassmann          | „Terzo cuore”              | Giorgio Pesenti, Leonardo Gassman, Marco Paganelli, Riccardo Zanotti                                                                  | Simone Bertolotti               |
| 19      | Mara Sattei           | „Duemila minuti”           | Damiano David | Luca Faraone                    |
| 20      | Colla Zio             | „Non mi va”                | Andrea Armo Arminio, Andrea Malatesta, Francesco Lamperti, Giorgio Pesenti, Tommaso Bernasconi, Tommaso Manzoni                       | Carmelo Patti                   |
| 21      | I Cugini di Campagna  | „Lettera 22”               | Fabio Gargiulo, Dario Mangiaracina, Veronica Lucchesi                                                                                 | Fabio Gargiulo                  |
| 22      | Gianmaria             | „Mostro”                   | Antonio Filippelli, Gianmarco Manilardi, Gianmaria Volpato, Vincenzo Centrella, Vito Petrozzino                                       | Daniel Bestonzo                 |
| 23      | Levante               | „Vivo”                     | Claudia Lagona | Daniel Bestonzo                 |
| 24      | Olly                  | „Polvere”                  | Emanuele Lovito, Federico Olivieri, Julien Boverod                                                                                    | Alberto Cipolla                 |
| 25      | Anna Oxa              | „Sali (Canto dell’anima)”  | Anna Hoxha, Fiorenzo Zanotti, Francesco Bianconi, Giuseppe Rinaldi                                                                    | Loris Ceroni                    |
| 26      | Will                  | „Stupido”                  | A Pugliese, Simone Cremonini, William Busetti                                                                                         | Valeriano Chiaravalle           |
| 27      | Shari                 | „Egoista”                  | Luciano Fenudi, Maurizio Pisciottu, Riccardo Puddu, Shari Noioso                                                                      | Carmine Iuvone                  |
| 28      | Sethu                 | „Cause perse”              | Giorgio De Lauri, Marco De Lauri | Enrico Melozzi                  |

## Koncerty

### Pierwszy wieczór
Pierwszego wieczoru, który odbył się 7 lutego 2023, wystąpiło 14 z 28 rywalizujących artystów, każdy z własnym utworem. Utwory oceniło jury prasy i telewizji, jury sieci i jury radia w równych proporcjach. Po zakończeniu głosowania został sporządzony wstępny ranking.
Wśród gości specjalnych wieczoru znaleźli się: Prezydent Włoch Sergio Mattarella wraz z córką Laurą Mattarella, Roberto Benigni, Mahmood i Blanco („Brividi”), Blanco („L'issola delle rose”), Elena Sofia Ricci (prezentacja filmu Fiori sopra l’inferno), Piero Pelù („Gigante” na żywo ze sceny Suzuki Stage zlokalizowanej na Piazza Colombo), Pooh i Riccardo Fogli („Amici per sempre”, „Dammi solo un minuto”, „Stai con me”, „Tanta voglia di lei”, „Pensiero”, „Piccola Katy”, „Chi fermerà la musica” i „Uomini soli” oraz prezentacja filmu Pooh - Un attimo ancora), Salmo („Russell Crowe” i „90min” na żywo ze sceny na statku Costa Smeralda), Antonella Veltri wraz z aktywistami przeciw przemocy domowej wobec kobiet, Fiorello, Fabrizio Biggio i Alessia Marcuzzi.
| Lp. | Wykonawca            | Piosenka                   | Głosowanie             | Głosowanie | Głosowanie | Głosowanie | Klasyfikacja generalna |
| Lp. | Wykonawca            | Piosenka                   | Jury prasy i telewizji | Jury radia | Jury sieci | Miejsce    | Klasyfikacja generalna |
| --- | -------------------- | -------------------------- | ---------------------- | ---------- | ---------- | ---------- | ---------------------- |
| 1   | Anna Oxa             | „Sali (Canto dell’anima)”  | 14                     | 14         | 14         | 14         | 26                     |
| 2   | Gianmaria            | „Mostro”                   | 13                     | 13         | 11         | 12         | 22                     |
| 3   | Mr. Rain             | „Supereroi”                | 10                     | 8          | 7          | 9          | 17                     |
| 4   | Marco Mengoni        | „Due vite”                 | 1                      | 1          | 1          | 1          | 1                      |
| 5   | Ariete               | „Mare di guai”             | 11                     | 10         | 12         | 11         | 20                     |
| 6   | Ultimo               | „Alba”                     | 4                      | 7          | 10         | 4          | 10                     |
| 7   | Coma_Cose            | „L’addio”                  | 2                      | 5          | 2          | 3          | 6                      |
| 8   | Elodie               | „Due”                      | 3                      | 2          | 3          | 2          | 5                      |
| 9   | Leo Gassmann         | „Terzo cuore”              | 6                      | 4          | 5          | 5          | 11                     |
| 10  | I Cugini di Campagna | „Lettera 22”               | 5                      | 8          | 9          | 8          | 15                     |
| 11  | Gianluca Grignani    | „Quando ti manca il fiato” | 7                      | 13         | 8          | 10         | 19                     |
| 12  | Olly                 | „Polvere”                  | 12                     | 12         | 13         | 13         | 23                     |
| 13  | Colla Zio            | „Non mi va”                | 8                      | 6          | 6          | 7          | 13                     |
| 14  | Mara Sattei          | „Duemila minuti”           | 9                      | 3          | 4          | 6          | 12                     |

### Drugi wieczór
Drugiego wieczoru, który odbył się 8 lutego 2023, wystąpiło 14 z 28 rywalizujących artystów, każdy z własnym utworem. Utwory oceniło jury prasy i telewizji, jury sieci i jury radia w równych proporcjach. Po zakończeniu głosowania został sporządzony wstępny ranking.
Wśród gości specjalnych wieczoru znaleźli się: Francesco Arca i Mario Di Leva (prezentacja filmu Resta con me), Al Bano wraz z Massimo Ranierim i Gianni Morandim („In ginocchio da te”, „Vent'anni ”, „Nel sole”, „Andavo a cento all'ora”, „Se bruciasse la città”, „Mattino ”, „Rose rosse”, „Scende la pioggia”, „Felicità”, „Perdere l'amore”, „Uno su mille”, „È la mia vita” i „Il nostro concerto”), Drusilla Foer i Pegah Moshir Pour, Nek i Francesco Renga („La tua bellezza” i „Fatti avanti amore” na żywo ze sceny Suzuki Stage zlokalizowanej na Piazza Colombo), Black Eyed Peas („Mamacita”, „Don't You Worry”, „I Gotta Feeling”, „Simply the Best”), Fedez („Sanremo Freestyle”, „Problemi con tutti (Giuda)” na żywo ze sceny na statku Costa Smeralda), Francesca Lollobrigida, Angelo Duro, Fiorello, Fabrizio Biggio i Alessia Marcuzzi.
| Lp. | Wykonawca             | Piosenka            | Głosowanie             | Głosowanie | Głosowanie | Głosowanie | Klasyfikacja generalna |
| Lp. | Wykonawca             | Piosenka            | Jury prasy i telewizji | Jury radia | Jury sieci | Miejsce    | Klasyfikacja generalna |
| --- | --------------------- | ------------------- | ---------------------- | ---------- | ---------- | ---------- | ---------------------- |
| 1   | Will                  | „Stupido”           | 12                     | 10         | 13         | 12         | 25                     |
| 2   | Modà                  | „Lasciami”          | 8                      | 12         | 10         | 10         | 21                     |
| 3   | Sethu                 | „Cause perse”       | 13                     | 14         | 12         | 14         | 28                     |
| 4   | Articolo 31           | „Un bel viaggio”    | 7                      | 9          | 9          | 9          | 18                     |
| 5   | Lazza                 | „Cenere”            | 6                      | 4          | 3          | 4          | 7                      |
| 6   | Giorgia               | „Parole dette male” | 4                      | 3          | 7          | 5          | 8                      |
| 7   | Colapesce i Dimartino | „Splash”            | 1                      | 5          | 1          | 1          | 2                      |
| 8   | Shari                 | „Egoista”           | 14                     | 13         | 14         | 13         | 27                     |
| 9   | Madame                | „Il bene nel male”  | 2                      | 1          | 2          | 2          | 3                      |
| 10  | Levante               | „Vivo”              | 9                      | 8          | 9          | 8          | 16                     |
| 11  | Tananai               | „Tango”             | 3                      | 2          | 4          | 3          | 4                      |
| 12  | Rosa Chemical         | „Made in Italy”     | 5                      | 6          | 5          | 6          | 9                      |
| 13  | LDA                   | „Se poi domani”     | 11                     | 11         | 11         | 11         | 24                     |
| 14  | Paola i Chiara        | „Furore”            | 10                     | 7          | 6          | 7          | 14                     |

### Trzeci wieczór
Trzeciego wieczoru, który odbył się 9 lutego 2023, wystąpiło 28 rywalizujących artystów ze swoimi utworami. Zostali ocenieni przez jury demoskopiczne oraz przez publiczność za pośrednictwem głosowania telewidzów. Po zakończeniu głosowania został sporządzony wstępny ranking 28 artystów, który następnie został dodany do klasyfikacji generalnej dwóch pierwszych wieczorów, tworząc drugą klasyfikację generalną.
Wśród gości specjalnych wieczoru znaleźli się: Måneskin i Tom Morello („I Wanna Be Your Slave”, „Zitti e buoni”, „The Loneliest” i „Gossip”), Sangiovanni i Gianni Morandi („Fatti rimandare dalla mamma a prendere il latte”), Annalisa („Bellissima” na żywo ze sceny Suzuki Stage zlokalizowanej na Piazza Colombo), Massimo Ranieri i Rocío Muñoz Morales („Lasciami dove ti pare”, prezentacje programu Tutti i sogni ancora in volo i filmu Un passo dal cielo), Guè („Mollami pt. 2” na żywo ze sceny na statku Costa Smeralda), Lillo, Alessandro Siani (prezentacja filmu Tramite amicizia), Fiorello, Fabrizio Biggio i Alessia Marcuzzi.
| Lp. | Artysta               | Piosenka                   | Głosowanie         | Głosowanie   | Głosowanie   | Głosowanie | Klasyfikacja generalna |
| Lp. | Artysta               | Piosenka                   | Jury demoskopiczne | Telewidzowie | Telewidzowie | Miejsce    | Klasyfikacja generalna |
| Lp. | Artysta               | Piosenka                   | Jury demoskopiczne | % głosów     | Miejsce      | Miejsce    | Klasyfikacja generalna |
| --- | --------------------- | -------------------------- | ------------------ | ------------ | ------------ | ---------- | ---------------------- |
| 1   | Paola i Chiara        | „Furore”                   | 16                 | 1,80%        | 16           | 17         | 14                     |
| 2   | Mara Sattei           | „Duemila minuti”           | 14                 | 1,21%        | 19           | 18         | 18                     |
| 3   | Rosa Chemical         | „Made in Italy”            | 13                 | 3,93%        | 6            | 7          | 7                      |
| 4   | Gianluca Grignani     | „Quando ti manca il fiato” | 17                 | 3,17%        | 8            | 8          | 12                     |
| 5   | Levante               | „Vivo”                     | 18                 | 0,66%        | 24           | 23         | 21                     |
| 6   | Tananai               | „Tango”                    | 8                  | 4,32%        | 5            | 5          | 5                      |
| 7   | Lazza                 | „Cenere”                   | 9                  | 9,86%        | 4            | 4          | 4                      |
| 8   | LDA                   | „Se poi domani”            | 22                 | 2,96%        | 9            | 13         | 15                     |
| 9   | Madame                | „Il bene nel male”         | 7                  | 3,51%        | 7            | 6          | 6                      |
| 10  | Ultimo                | „Alba”                     | 11                 | 18,83%       | 1            | 1          | 2                      |
| 11  | Elodie                | „Due”                      | 5                  | 2,08%        | 13           | 10         | 9                      |
| 12  | Mr. Rain              | „Supereroi”                | 2                  | 12,21%       | 3            | 3          | 3                      |
| 13  | Giorgia               | „Parole dette male”        | 6                  | 2,25%        | 12           | 9          | 10                     |
| 14  | Colla Zio             | „Non mi va”                | 19                 | 0,83%        | 22           | 21         | 20                     |
| 15  | Marco Mengoni         | „Due vite”                 | 1                  | 16,50%       | 2            | 2          | 1                      |
| 16  | Colapesce i Dimartino | „Splash”                   | 3                  | 2,04%        | 14           | 11         | 8                      |
| 17  | Coma_Cose             | „L’addio”                  | 4                  | 1,99%        | 15           | 12         | 11                     |
| 18  | Leo Gassmann          | „Terzo cuore”              | 10                 | 0,80%        | 23           | 19         | 19                     |
| 19  | I Cugini di Campagna  | „Lettera 22”               | 21                 | 0,62%        | 25           | 25         | 22                     |
| 20  | Olly                  | „Polvere”                  | 24                 | 0,84%        | 21           | 24         | 24                     |
| 21  | Anna Oxa              | „Sali (Canto dell’anima)”  | 26                 | 1,51%        | 18           | 20         | 25                     |
| 22  | Articolo 31           | „Un bel viaggio”           | 12                 | 1,54%        | 17           | 16         | 17                     |
| 23  | Ariete                | „Mare di guai”             | 20                 | 2,26%        | 11           | 15         | 16                     |
| 24  | Sethu                 | „Cause perse”              | 28                 | 0,23%        | 27           | 28         | 28                     |
| 25  | Shari                 | „Egoista”                  | 27                 | 0,22%        | 28           | 27         | 27                     |
| 26  | Gianmaria             | „Mostro”                   | 23                 | 0,89%        | 20           | 22         | 23                     |
| 27  | Modà                  | „Lasciami”                 | 15                 | 2,52%        | 10           | 14         | 13                     |
| 28  | Will                  | „Stupido”                  | 25                 | 0,38%        | 26           | 26         | 26                     |

### Czwarty wieczór
Podczas czwartego wieczoru, który odbył się 10 lutego 2023, wszyscy artyści wystąpili z wybranym przez siebie utworem, włoskim, bądź międzynarodowym, wydanym w latach: sześćdziesiątych, siedemdziesiątych, osiemdziesiątych, dziewięćdziesiątych czy dwutysięcznych. Występy zostały ocenione przez jury demoskopiczne (33%), jury prasy i telewizji (33%) oraz publiczność za pośrednictwem głosowania telewidzów (34%). Artyści mieli możliwość podjęcia decyzji, czy wystąpią sami, w towarzystwie gości włoskich, czy zagranicznych. Po zakończeniu głosowania został sporządzony wstępny ranking 25 artystów biorących udział w konkursie, który zostanie dodany do rankingu z poprzednich wieczorów.
Wśród gości specjalnych wieczoru znaleźli się: Peppino di Capri („Champagne” i „Un grande amore e niente più e ritiro”), La Rappresentante di Lista („Diva” i „Ciao Ciao” na żywo ze sceny Suzuki Stage zlokalizowanej na Piazza Colombo), Carolina Crescentini, Valentina Romani, Nicolas Maupas, Massimiliano Caiazzo, Giacomo Giorgio, Ar Tem, Domenico Cuomo, Matteo Paolillo, Clotilde Esposito, Maria Esposito i Kyshan Wilson, Takagi i Ketra („Roma-Bangkok”, „Una volta ancora” i Bubble e Panico” na żywo ze sceny na statku Costa Smeralda), Andrea Delogu i Jody Cecchetto, Gli Autogol, Fiorello, Fabrizio Biggio i Alessia Marcuzzi.
| Lp. | Artysta – Gość                                    | Piosenka (oryginalny artysta)                                               | Głosowanie         | Głosowanie             | Głosowanie   | Głosowanie   | Głosowanie | Klasyfikacja generalna |
| Lp. | Artysta – Gość                                    | Piosenka (oryginalny artysta)                                               | Jury demoskopiczne | Jury prasy i telewizji | Telewidzowie | Telewidzowie | Miejsce    | Klasyfikacja generalna |
| Lp. | Artysta – Gość                                    | Piosenka (oryginalny artysta)                                               | Jury demoskopiczne | Jury prasy i telewizji | % głosów     | Miejsce      | Miejsce    | Klasyfikacja generalna |
| --- | ------------------------------------------------- | --------------------------------------------------------------------------- | ------------------ | ---------------------- | ------------ | ------------ | ---------- | ---------------------- |
| 1   | Ariete – Sangiovanni                              | „Centro di gravità permanente” (Franco Battiato)                            | 28                 | 28                     | 2,96%        | 7            | 17         | 18                     |
| 2   | Will – Michele Zarrillo                           | „Cinque giorni” (Michele Zarrillo)                                          | 26                 | 23                     | 0,99%        | 18           | 25         | 26                     |
| 3   | Elodie – BigMama                                  | „American Woman” (Lenny Kravitz)                                            | 3                  | 4                      | 1,93%        | 12           | 7          | 9                      |
| 4   | Olly – Lorella Cuccarini                          | „La notte vola” (Lorella Cuccarini)                                         | 20                 | 18                     | 1,01%        | 17           | 20         | 24                     |
| 5   | Ultimo – Eros Ramazzotti                          | Medley utworów Erosa Ramazzottiego                                          | 12                 | 13                     | 20,55%       | 2            | 2          | 2                      |
| 6   | Lazza – Emma Marrone i Laura Marzadori            | „La fine” (Nesli)                                                           | 4                  | 3                      | 11,89%       | 3            | 3          | 3                      |
| 7   | Tananai – Don Joe i Biagio Antonacci              | „Vorrei cantare come Biaggio” (Simone Cristicchi)                           | 5                  | 5                      | 4,32%        | 6            | 6          | 6                      |
| 8   | Shari – Salmo                                     | Medley utworów Zucchero Fornaciariego                                       | 27                 | 26                     | 0,64%        | 24           | 28         | 27                     |
| 9   | Gianluca Grignani – Arisa                         | „Destinazione Paradiso” (Gianluca Grignani)                                 | 9                  | 10                     | 2,63%        | 8            | 8          | 11                     |
| 10  | Leo Gassmann – Edoardo Bennato i Quattero Flegreo | Medley utworów Edoardo Bennato                                              | 11                 | 8                      | 1,44%        | 15           | 13         | 16                     |
| 11  | Articolo 31 – Fedez                               | Medley utworów Articolo 31                                                  | 16                 | 6                      | 2,10%        | 10           | 9          | 14                     |
| 12  | Giorgia – Elisa                                   | „Di sole e d'azzurro” (Giorgia) / „Luce (Tramonti a nord est)” (Elisa)      | 1                  | 1                      | 7,81%        | 4            | 4          | 5                      |
| 13  | Colapesce i Dimartino – Carla Bruni               | „Azzurro” (Adriano Celentano)                                               | 6                  | 20                     | 0,95%        | 19           | 15         | 10                     |
| 14  | I Cugini di Campagna – Paolo Vallesi              | „Anima mia” (I Cugnini di Campagna) / „La forza della vita” (Paolo Vallesi) | 24                 | 25                     | 0,71%        | 22           | 24         | 22                     |
| 15  | Marco Mengoni – The Kingdom Choir                 | „Let It Be” (The Beatles)                                                   | 2                  | 2                      | 20,58%       | 1            | 1          | 1                      |
| 16  | Gianmaria – Manuel Agnelli                        | „Quello che non c'è” (Afterhours)                                           | 14                 | 22                     | 1,20%        | 16           | 16         | 21                     |
| 17  | Mr. Rain – Fasma                                  | „Qualcosa di grande” (Lùnapop)                                              | 25                 | 11                     | 6,46%        | 5            | 5          | 4                      |
| 18  | Madame – Izi                                      | „Via del Campo” (Fabrizio De André)                                         | 8                  | 12                     | 1,99%        | 11           | 11         | 7                      |
| 19  | Coma_Cose – Baustelle                             | „Sarà perché ti amo” (Ricchi e Poveri)                                      | 17                 | 7                      | 0,65%        | 23           | 18         | 12                     |
| 20  | Rosa Chemical – Rose Villain                      | „America” (Gianna Nannini)                                                  | 7                  | 21                     | 1,80%        | 13           | 12         | 8                      |
| 21  | Modà – Le Vibrazioni                              | „Vieni da me” (Le Vibrazioni)                                               | 18                 | 14                     | 2,49%        | 9            | 10         | 13                     |
| 22  | Levante – Renzo Rubino                            | „Vivere” (Vasco Rossi)                                                      | 23                 | 19                     | 0,39%        | 27           | 26         | 23                     |
| 23  | Anna Oxa – Iljard Shaba                           | „Un'emozione da poco” (Anna Oxa)                                            | 21                 | 24                     | 0,90%        | 20           | 23         | 25                     |
| 24  | Sethu – Bnkr44                                    | „Charlie fa surf” (Baustelle)                                               | 22                 | 27                     | 0,34%        | 28           | 27         | 28                     |
| 25  | LDA – Alex Britti                                 | „Oggi sono io” (Alex Britti)                                                | 13                 | 16                     | 1,48%        | 14           | 14         | 15                     |
| 26  | Mara Sattei – Noemi                               | „L'amour toujours” (Gigi D'Agostino)                                        | 19                 | 9                      | 0,48%        | 26           | 22         | 19                     |
| 27  | Paola i Chiara – Merk i Kremont                   | Medley utworów Paola i Chiara                                               | 15                 | 15                     | 0,85%        | 21           | 19         | 17                     |
| 28  | Colla Zio – Ditonellapiaga                        | „Salierò” (Daniele Silvestri)                                               | 10                 | 17                     | 0,48%        | 25           | 21         | 20                     |

### Piąty wieczór
Podczas ostatniego wieczoru, który odbył się 11 lutego 2023, wszystkich 28 artystów wykonało ponownie swój oryginalny utwór, byli oceniani wyłącznie przez głosowanie telewidzów. Po zakończeniu głosowania został sporządzony ostateczny ranking, określony przez średnią pomiędzy procentami piątego wieczoru i poprzednich wieczorów, który ustalił średnią ogólną i klasyfikację generalną dla miejsc 28.–6. Artyści, którzy zajęli miejsca w czołowej piątce zmierzyli się razem w finałowym pojedynku, w którym ranking z poprzednich nocy został zresetowany, a liczyły się jedynie głosy oddane podczas niego. W finałowym pojedynku wybrany został zwycięzca 73. Festiwalu Piosenki Włoskiej w San Remo. Artyści w nim byli oceniani przez jury demoskopiczne (33%), prasę (33%) oraz telewidzów (33%).

Wśród gości specjalnych wieczoru znaleźli się: Guardia di Finanza („Il Canto degli Italiani”), Charles Leclerc i Antonio Fuoco, Depeche Mode („Ghost Again” i „Personal Jesus”), Gino Paoli i Danilo Rea („Una lunga storia d’amore”, „Sapore di sale” i „Il cielo in una stanza”), Fedez, Achille Lauro („Rolls Royce”, „Me ne frego”, „Bam Bam Twist”, „Domenica” i „16 marzo” na żywo ze sceny Suzuki Stage zlokalizowanej na Piazza Colombo), Fiorello, Salmo (mashup), Ornella Vanoni („Vai”, „Valentina”, „L'appuntamento”, „Eternità” i „Una ragione di più”), Mara Venier, Luisa Ranieri (prezentacja filmów Le indagini di Lolita Lobosco i Nuovo Olimpo), Wołodymyr Zełenski i zespół Antytiła („Forteća Bachmut”).
     Finałowy pojedynek
| Lp. | Artysta               | Piosenka                   | Telewidzowie | Telewidzowie | Średnia ogólna |
| Lp. | Artysta               | Piosenka                   | % głosów     | Miejsce      | Średnia ogólna |
| --- | --------------------- | -------------------------- | ------------ | ------------ | -------------- |
| 1   | Elodie                | „Due”                      | 2,35%        | 10           | 9              |
| 2   | Colla Zio             | „Non mi va”                | 0,53%        | 21           | 20             |
| 3   | Mara Sattei           | „Duemilaminuti”            | 0,67%        | 18           | 19             |
| 4   | Tananai               | „Tango”                    | 6,31%        | 5            | 5              |
| 5   | Colapesce i Dimartino | „Splash”                   | 2,01%        | 11           | 10             |
| 6   | Giorgia               | „Parole dette male”        | 2,44%        | 9            | 6              |
| 7   | Modà                  | „Lasciami”                 | 2,70%        | 8            | 11             |
| 8   | Ultimo                | „Alba”                     | 15,67%       | 2            | 2              |
| 9   | Lazza                 | „Cenere”                   | 13,88%       | 4            | 3              |
| 10  | Marco Mengoni         | „Due vite”                 | 21,20%       | 1            | 1              |
| 11  | Rosa Chemical         | „Made in Italy”            | 3,68%        | 7            | 8              |
| 12  | I Cugini di Campagna  | „Lettera 22”               | 0,74%        | 16           | 21             |
| 13  | Madame                | „Il bene nel male”         | 3,95%        | 6            | 7              |
| 14  | Ariete                | „Mare di guai”             | 1,72%        | 12           | 14             |
| 15  | Mr. Rain              | „Supereroi”                | 14,81%       | 3            | 4              |
| 16  | Paola i Chiara        | „Furore”                   | 0,63%        | 19           | 17             |
| 17  | Levante               | „Vivo”                     | 0,43%        | 24           | 23             |
| 18  | LDA                   | „Se poi domani”            | 1,11%        | 13           | 15             |
| 19  | Coma_Cose             | „L'addio”                  | 0,94%        | 15           | 13             |
| 20  | Olly                  | „Polvere”                  | 0,42%        | 25           | 24             |
| 21  | Articolo 31           | „Un bel viaggio”           | 0,71%        | 17           | 16             |
| 22  | Will                  | „Stupido”                  | 0,20%        | 26           | 26             |
| 23  | Leo Gassmann          | „Terzo cuore”              | 0,50%        | 23           | 18             |
| 24  | Gianmaria             | „Mostro”                   | 0,59%        | 20           | 22             |
| 25  | Anna Oxa              | „Sali (Canto dell'anima)”  | 0,53%        | 22           | 25             |
| 26  | Shari                 | „Egoista”                  | 0,09%        | 28           | 27             |
| 27  | Gianluca Grignani     | „Quando ti manca il fiato” | 1,08%        | 14           | 12             |
| 28  | Sethu                 | „Cause perse”              | 0,11%        | 27           | 28             |

     1. miejsce
     2. miejsce
     3. miejsce
| Lp. | Artysta       | Piosenka    | Głosowanie         | Głosowanie             | Głosowanie   | Głosowanie   | Głosowanie | Głosowanie |
| Lp. | Artysta       | Piosenka    | Jury demoskopiczne | Jury prasy i telewizji | Telewidzowie | Telewidzowie | Średnia    | Miejsce    |
| Lp. | Artysta       | Piosenka    | Jury demoskopiczne | Jury prasy i telewizji | % głosów     | Miejsce      | Średnia    | Miejsce    |
| --- | ------------- | ----------- | ------------------ | ---------------------- | ------------ | ------------ | ---------- | ---------- |
| 1   | Ultimo        | „Alba”      | 5                  | 4                      | 20,39%       | 2            | 12,25%     | 4          |
| 2   | Tananai       | „Tango”     | 3                  | 5                      | 11,15%       | 5            | 11,15%     | 5          |
| 3   | Lazza         | „Cenere”    | 2                  | 3                      | 18,28%       | 3            | 16,64%     | 2          |
| 4   | Marco Mengoni | „Due vite”  | 1                  | 1                      | 32,31%       | 1            | 45,53%     | 1          |
| 5   | Mr. Rain      | „Supereroi” | 4                  | 2                      | 17,87%       | 4            | 14,43%     | 3          |

## Oglądalność
We Włoszech festiwal nadawany jest na kanałach Rai 1 oraz Rai Italia (kanał dla diaspory włoskiej); kanale Rai 4K nadający w rozdzielczości 4K, stacji radiowej Rai Radio 2 oraz stronie internetowej RaiPlay, dostępnej również dla widzów międzynarodowych.  W Albanii kanał RTSH Muzikë oraz stacja radiowa Radio Tirana 1 nadają wszystkie wieczory festiwalu, a oprócz tego kanał RTSH 1 nada piąty wieczór. W Czarnogórze wszystkie wieczory festiwalu zostaną pokazane na kanale TVCG 2. W Wielkiej Brytanii z angielskim komentarzem piąty (finałowy) wieczór festiwalu zostanie nadany przez stację radiową GlitterBeam.
| Wydarzenie       | Data      | Część pierwsza | Część pierwsza | Część druga | Część druga | Średnia ilość widzów | Średnia ilość widzów | Źr.    |
| Wydarzenie       | Data      | Widzowie       | Udział         | Widzowie    | Udział      | Widzowie             | Udział               | Źr.    |
| ---------------- | --------- | -------------- | -------------- | ----------- | ----------- | -------------------- | -------------------- | ------ |
| Pierwszy wieczór | 7 lutego  | 14 170 mln     | 61,68%         | 6 271 mln   | 64,83%      | 10 757 mln           | 62,4%                | [ 26 ] |
| Drugi wieczór    | 8 lutego  | 14 087 mln     | 61,07%         | 6 281 mln   | 65,72%      | 10 545 mln           | 62,3%                | [ 27 ] |
| Trzeci wieczór   | 9 lutego  | 13 341 mln     | 57,20%         | 5 584 mln   | 58,37%      | 9 240 mln            | 57,6%                | [ 28 ] |
| Czwarty wieczór  | 10 lutego | 15 046 mln     | 65,16%         | 7 041 mln   | 69,72%      | 11 121 mln           | 66,5%                | [ 29 ] |
| Piąty wieczór    | 11 lutego | 14 423 mln     | 62,70%         | 9 490 mln   | 73,65%      | 12 256 mln           | 66,0%                | [ 30 ] |

## Nagrody
Tak jak co roku, przed ogłoszeniem wyników ostatniego wieczoru, przyznane zostaną nagrody. Najważniejszymi z nich są: Nagroda Krytyków Festiwalu Piosenki Włoskiej im. Mia Martini oraz Nagroda Złotego Lwa. Nagroda Krytyków Festiwalu Piosenki Włoskiej przyznawana jest corocznie od 1982 roku i nosi imię Mii Martini. Jest reprezentowana przez srebrną tabliczkę lub talerz i czasami uważana jest za ważniejszą niż pierwsze miejsce. Wśród artystów, którzy trzykrotnie zdobyli nagrodę, są: Patty Pravo, Mia Martini, Cristiano De André, Paola Turci. Nagroda krytyków oraz zwycięstwo festiwalu w wielu latach historii San Remo się zbiegały. Nagroda Złotego Lwa przyznawana jest zwycięzcom kategorii Big festiwalu.
| Nagroda                                                        | Artysta               | Utwór       |
| -------------------------------------------------------------- | --------------------- | ----------- |
| Nagroda Krytyków Festiwalu Piosenki Włoskiej im. Mia Martini   | Colapesce i Dimartino | „Splash”    |
| Zwycięzca kategorii Big – nagroda Złotego Lwa                  | Marco Mengoni         | „Due vite”  |
| Nagroda im. Giancarlo Bigazzi za najlepszą kompozycję muzyczną | Marco Mengoni         | „Due vite”  |
| Nagroda Prasy, Radia, Telewizji i Sieci im. Lucio Dalla        | Colapesce i Dimartino | „Splash”    |
| Nagroda im. Sergio Bardotti za najlepszy tekst                 | Coma_Cose             | „L’addio”   |
| Nagroda im. Enzo Jannacci za najlepszą interpretację           | Colla Zio             | „Non mi va” |
| Nagroda Lunezia za muzyczno-literacką wartość utworu           | Coma_Cose             | „L’addio”   |